# 碧冬茄属
碧冬茄属（学名：Petunia）是一类原产于南美洲的草本植物，有喇叭形花，类似牵牛花，又稱矮牽牛屬，目前广泛被世界各地引种，作为园艺花卉，存在各色品種及雜交形成的碧冬茄。 
作为园艺品种的矮牵牛，是由野生的直立性腋生矮牵牛（P. axillaris）和匍匐性青紫矮牵牛（P. integrifolia）杂交培育的，直立性腋生矮牵牛是夜晚开花，白色，花大，1823年由南美洲引进巴黎。匍匐性青紫矮牵牛的样本是1831年被送到英国的植物园。 杂交的矮牵牛花色多样。  
有的植物学家将非洲小花矮牵牛属（Calibrachoa）也合并到这个属中。
碧冬茄属植物一般为虫媒花，只有P. exserta例外，这是一种红花灌木，由蜂鸟授粉。绝大部分碧冬茄属植物为二倍体的，具有14个染色体，在同属种间可以杂交。
碧冬茄属植物生长需要充足的阳光，不需要经常灌溉，在温带地区种植多为一年生，在热带地区可以为多年生植物。

## 下级分类
本科包括以下属：
- 腋生矮牵牛 Petunia axillaris
- Petunia exserta
- 青紫矮牵牛 Petunia integrifolia

杂交种
- 碧冬茄 Petunia × hybrida

栽培种
- 星空矮牵牛 Petunia cv. NightSky

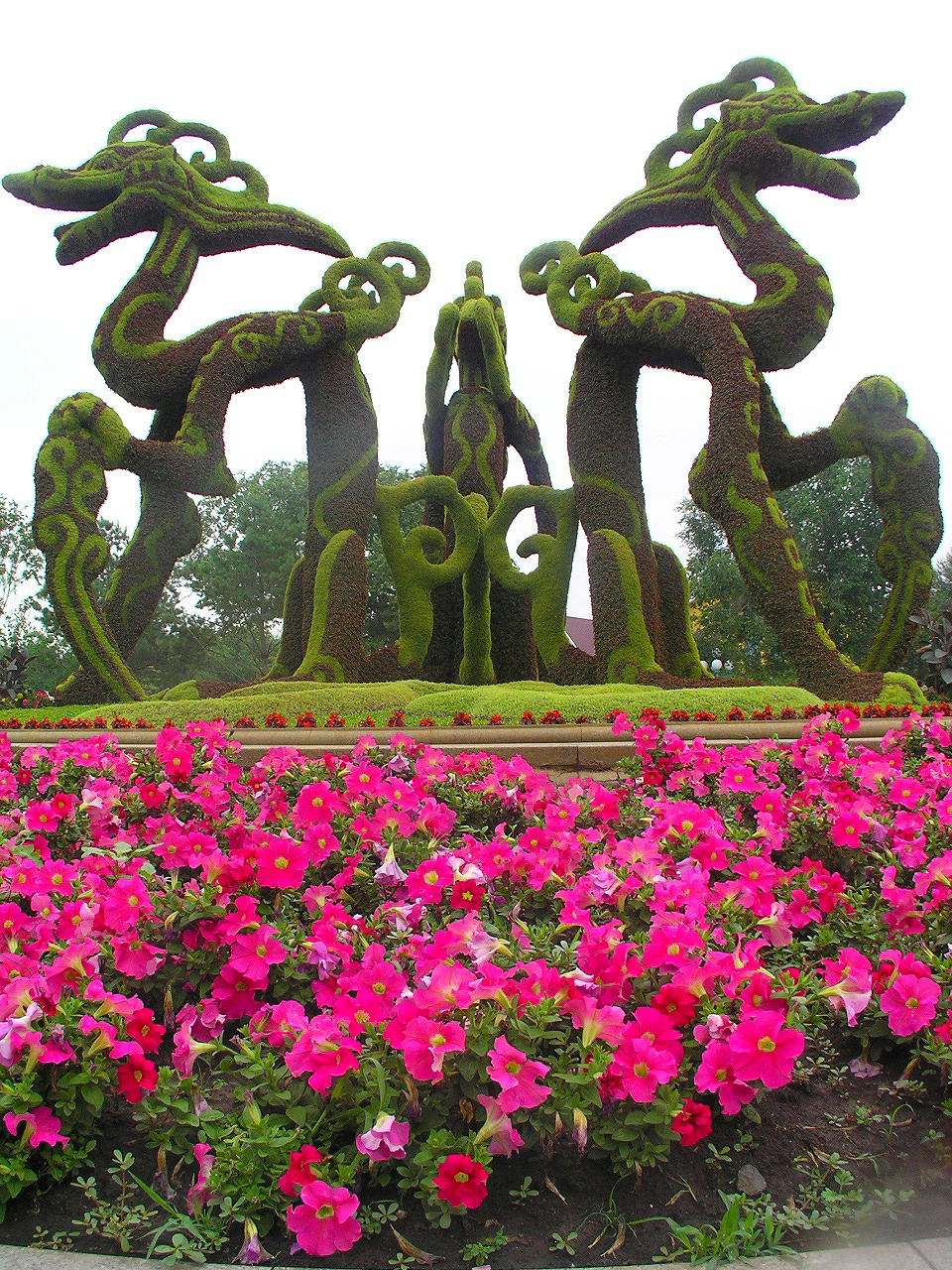
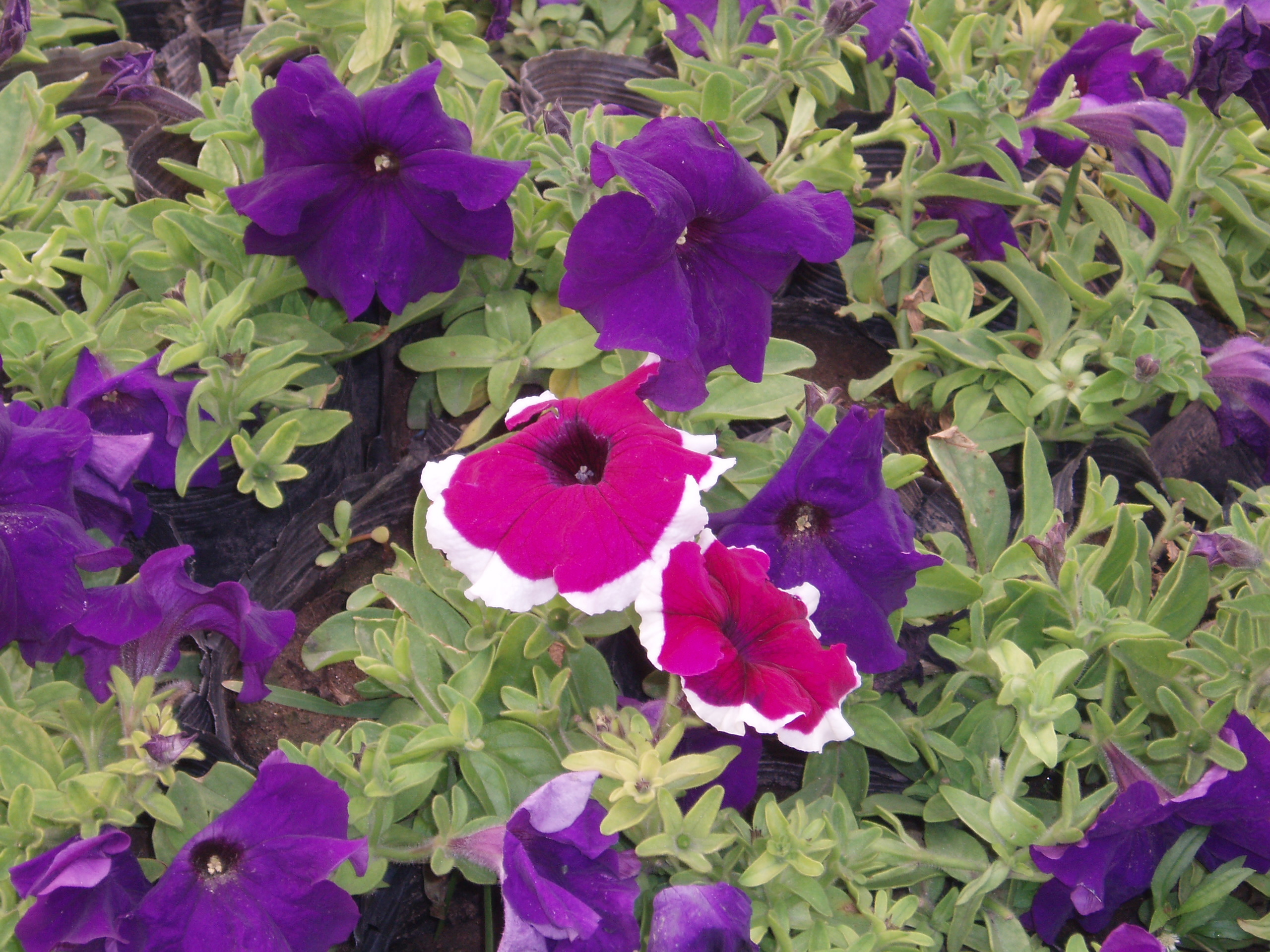
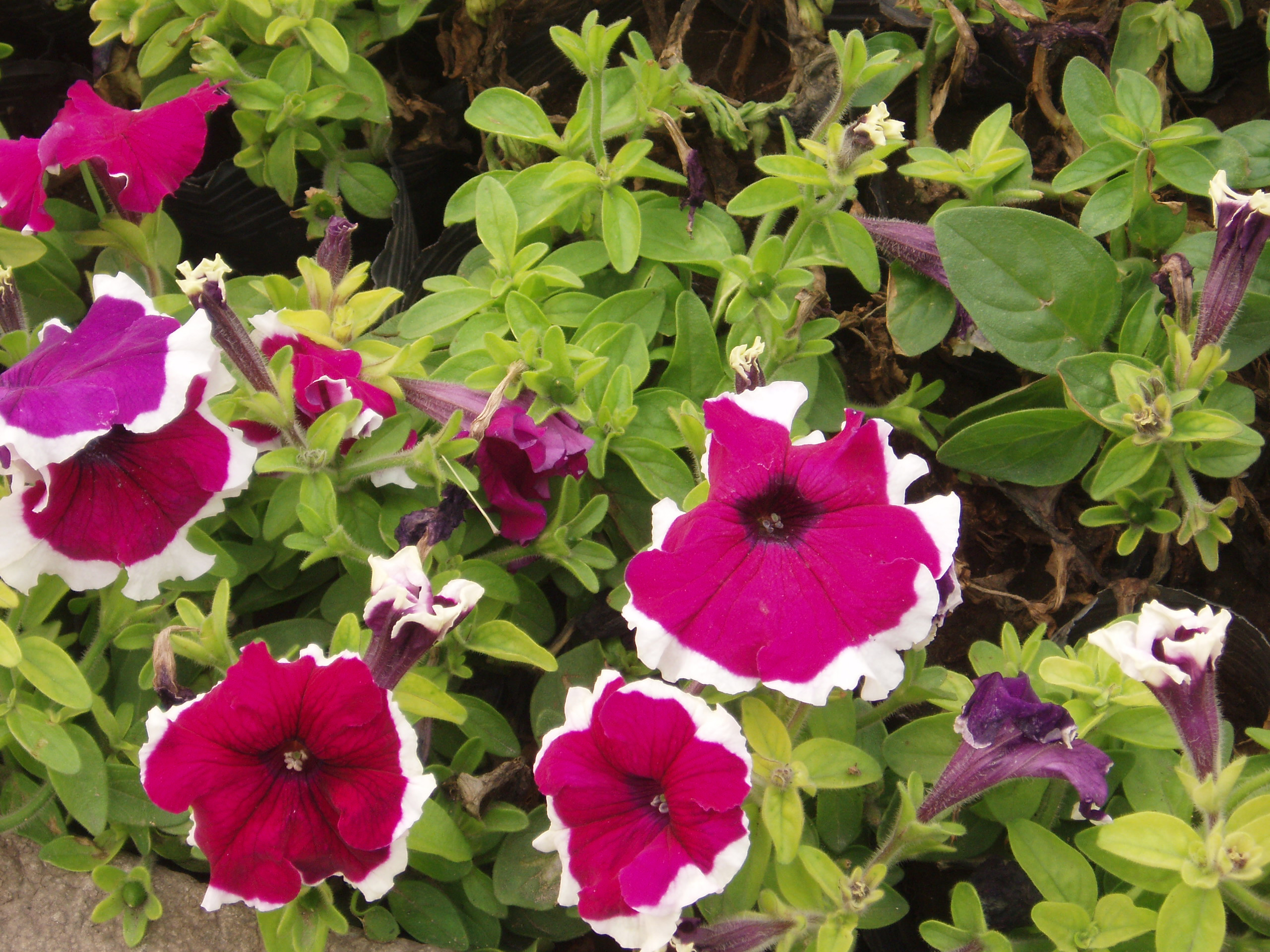
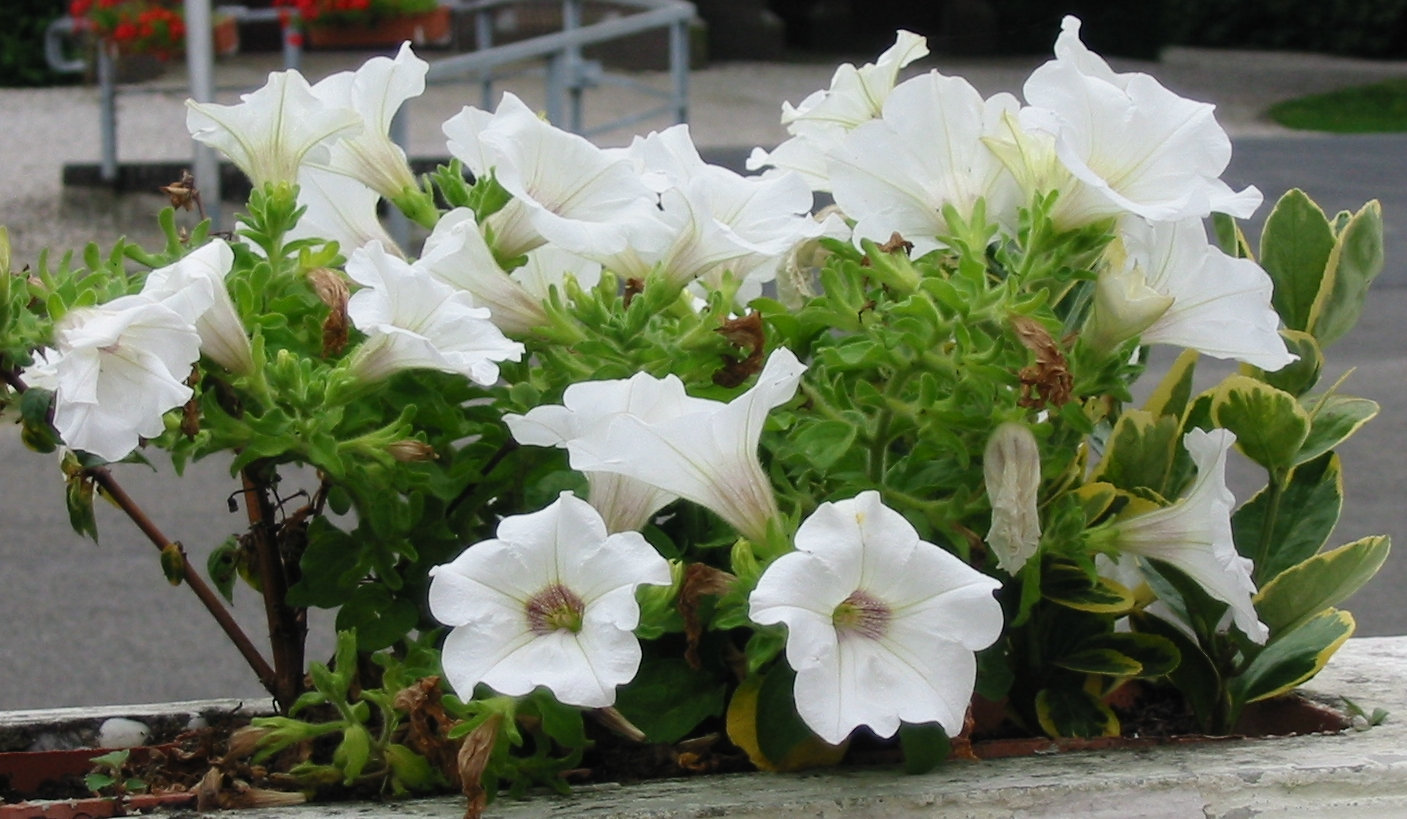